# Stazione di Viterbo Porta Fiorentina
La stazione di Viterbo Porta Fiorentina è una delle stazioni ferroviarie a servizio della città di Viterbo oltre a Viterbo Porta Romana e Viterbo Viale Trieste. Si trova ad un’altitudine di 340 mslm e prende il nome dalla Porta Fiorentina nei pressi della quale è costruita.

## Strutture e impianti

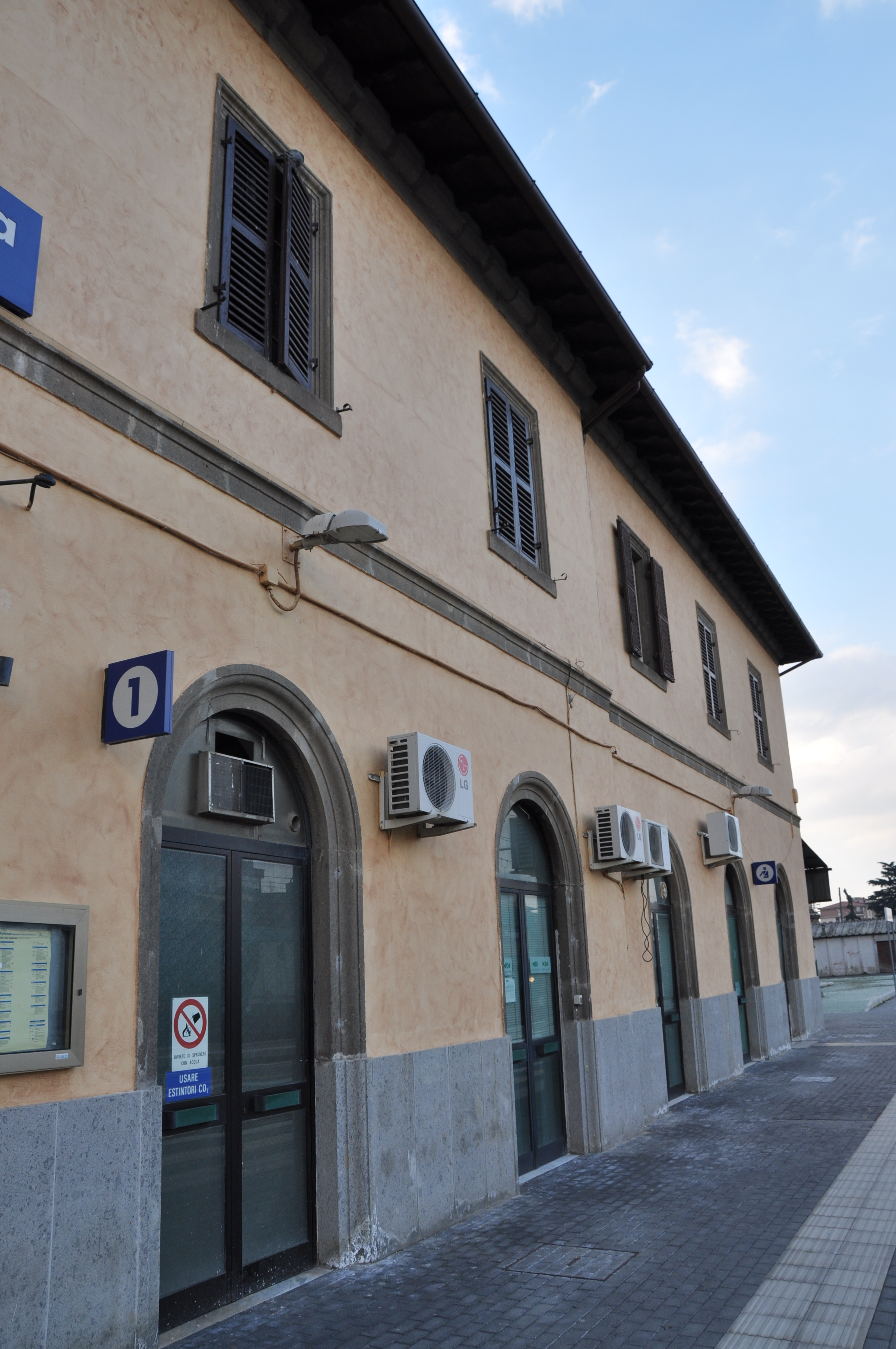
Il fabbricato viaggiatori

La stazione dispone di un fabbricato viaggiatori e di 3 binari passanti per il servizio viaggiatori. È fornita di biglietteria.
In passato l'impianto era raccordato alla stazione di Viale Trieste della ferrovia Civita Castellana-Viterbo, prolungamento della preesistente tranvia Roma-Civita Castellana.

## Movimento
La stazione è formalmente capolinea del servizio FL3 (Roma-Capranica-Viterbo) e della relazione Viterbo-Attigliano-Orte, gestite da Trenitalia nell'ambito del contratto di servizio stipulato con gli enti locali. Tuttavia, gran parte delle corse provenienti da Roma si attestano alla stazione di Viterbo Porta Romana per evitare la chiusura del passaggio a livello immediatamente precedente la stazione di Porta Fiorentina, che comporta pesanti conseguenze per il traffico cittadino. I collegamenti da e per Viterbo Porta Fiorentina sono concentrati nelle parti iniziale e finale della giornata.

## Servizi
L'impianto, classificato da RFI nella categoria "Silver", dispone di:
- Biglietteria a sportello
- Biglietteria automatica
- Sala d'attesa
- Servizi igienici
- Bar

## Interscambi
- Stazione di Viterbo Viale Trieste
- Fermata autobus